# 朱斯泰尼切
朱斯泰尼切（義大利語：Giustenice），是意大利萨沃纳省的一个市镇。总面积17.43平方公里，人口958人，人口密度55.0人/平方公里（2009年）。ISTAT代码为009031。